# Marie Antonie Sicilská
Marie Antonie Sicilská (Maria Antonia Anna; 19. prosince 1814, Palermo – 7. listopadu 1898, Gmunden) byla sicilská princezna a velkovévodkyně toskánská.

## Život

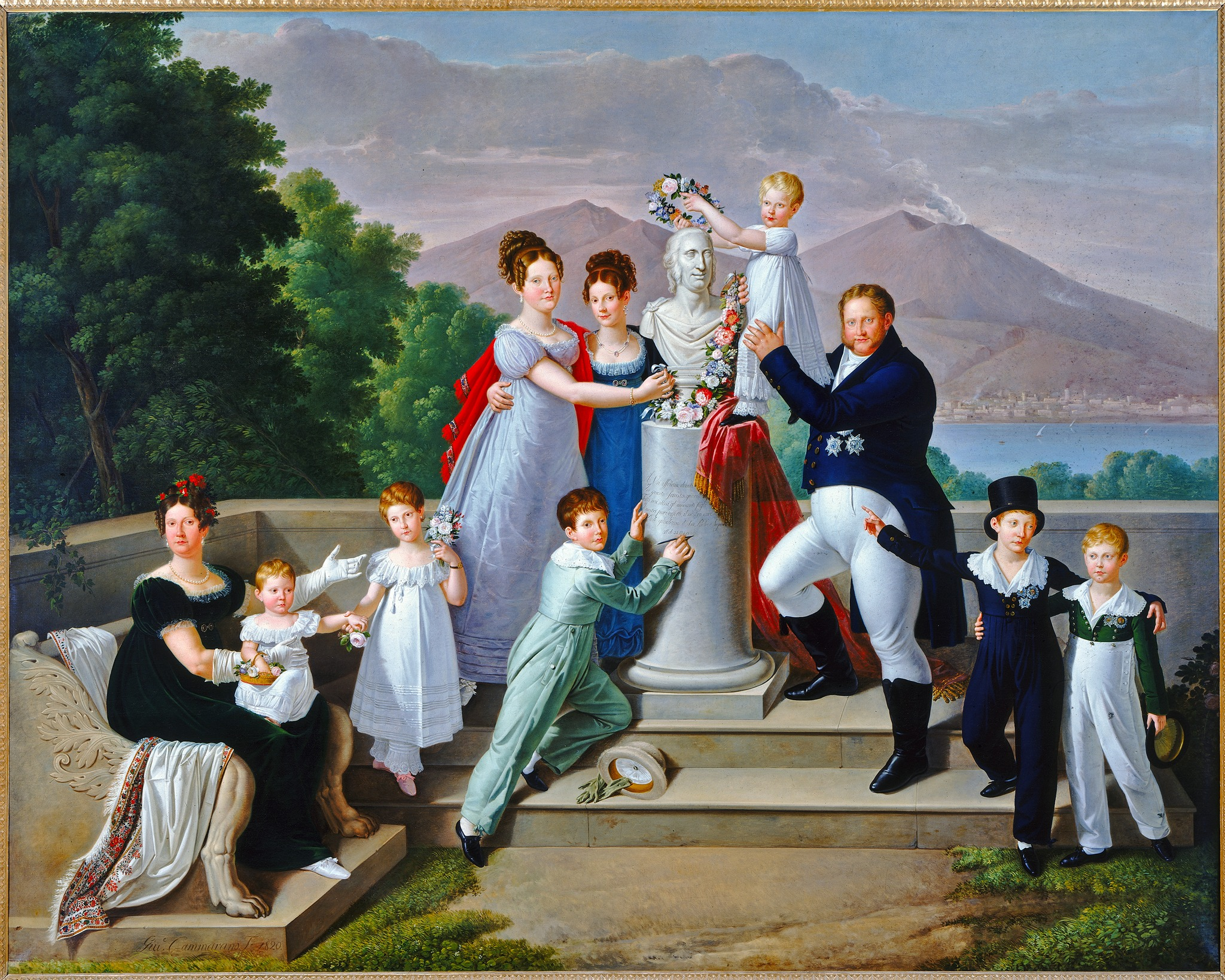
Portrét rodiny Františka I. Sicilského v Neapoli; Marie Antonie je batole v bílé košilce, vlevo na klíně své černě oděné matky

Marie Antonie se narodila 19. prosince 1814 v Palermu jako nejmladší dcera krále Františka I., krále obojí Sicílie, a jeho manželky Marie Isabely Španělské. Dětství prožila v Neapoli.
Roku 1833 se vdala za velkovévodu Leopolda II. Toskánského, syna velkovévody Ferdinanda III. Toskánského a jeho manželky Luisy Marie Amélie Terezy Neapolsko-Sicilské, tedy mladšího bratra své matky. Svatba se konala koncem května, kdy ženich poprvé přijel za nevěstou do Neapole. Byla jeho druhou manželkou, o devatenáct let mladší. Odvezl ji do Florencie, kde obývali rozsáhlý Palazzo Pitti, obklopený zahradami Boboli. Marie Antonie dloho nemohla otěhotnět, první dcera se narodila až v jedenáctý rok manželství.
Měli spolu 10 dětí, z nichž šest přežilo dětský věk:
- Marie Izabela Toskánská (21. května 1834 – 14. července 1901), ⚭ 1850 František Neapolsko-Sicilský (13. srpna 1827 – 24. září 1892), hrabě z Trapani
- Ferdinand IV. Toskánský (10. června 1835 – 17. ledna 1908), rakouský arcivévoda, toskánský velkovévoda
⚭ 1856 Anna Saská (4. ledna 1836 – 10. února 1859)
⚭ 1868 Alice Bourbonsko-Parmská (27. prosince 1849 – 16. ledna 1935)
- Marie Tereza Toskánská (29. června 1836 – 5. srpna 1838)
- Marie Kristýna Toskánská (5. února 1838 – 1. září 1849)
- Karel Salvátor Rakousko-Toskánský (30. dubna 1839 – 18. ledna 1892), ⚭ 1861 Marie Imakuláta Neapolsko-Sicilská (14. dubna 1844 – 18. února 1899)
- Marie Anna Toskánská (9. června 1840 – 13. srpna 1841)
- Rainer Toskánský (1. května 1842 – 14. srpna 1844)
- Marie Luisa Toskánská (31. října 1845 – 27. srpna 1917), ⚭ 1865 Karel Isenburg-Büdingen (29. července 1838 – 2. dubna 1899), kníže z Isenburg-Büdingen
- Ludvík Salvátor Toskánský (4. srpna 1847 – 12. října 1915), svobodný a bezdětný
- Jan Salvátor Toskánský (25. listopadu 1852 – asi 1890,? roku 1911 prohlášen za mrtvého), ⚭ 1889 Ludmilla Stubel (1852–?), morganatické manželství

V červnu roku 1858, když bylo poslednímu synovi Janovi šest let, oslavili manželé již stříbrnou svatbu a brzy na to se velkovévoda Ludvík II., pod tíhou národně osvobozeneckého boje, rozhodl pro abdikaci a útěk z Toskánska. Z možných exilových míst si po určitém váhání vybral Ostrov nad Ohří, tehdy označovaný pouze německým názvem Schlackenwerth.
Rodina opustila Florencii tak spěšně, že nestačila sbalit ani základní cestovní potřeby (například prádlo pro princeznu Marii Antonii muselo být koupeno až po cestě). V Palazzo Pitti museli nechat všechno drahocenné vybaveníː obrazy, sochy, nábytek, zlaté jídelní příbory, porcelánové servisy a další předměty. Odvezli pouze šperky a některé předměty ponechali v úschově u papeže Pia IX. Rodina z Florencie odjela ve čtyřech kočárech, nejprve do Vídně. K císaři dorazili 8. května a ubytovali se v Schönbrunnu. Léto strávili ve vile Steinberg v lázních Vöslau a na podzim již dorazili do nového domova v Ostrově. Marie Antonie se do Toskánska již nikdy nevrátila. České Krušnohoří bylo pro Sicilanku, uvyklou velkovévodskému dvoru ve slunečném a horkém podnebí, nehostinnou severskou periférií.
Velkovévoda se s novým prostředím sžil daleko rychleji než jeho manželka. Již 23. února roku 1861 byl zvolen starostou Ostrova, dal renovovat radnici, vydláždit ulice města, opravit budovu piaristického gymnázia, otevřít školu a lékárnu. Zapsal se tak do historie města nejlepším způsobem. Dále pro rodinu zakoupil zámek v Brandýse nad Labem, který manželé přenechali svému synovi Ludvíku Salvátorovi. Marie Antonie pak strávila v Ostrově deset klidných a šťastných let, kdy organizovala společenské akce, cesty a sňatky svých dětí.
Až v roce 1870 ji hluboce zasáhla zasáhla smrt jejího manžela, když společně s ním přicestovala za papežem do Říma. Zorganizovala ještě převoz manželovy rakve a pohřeb ve Vídni do kapucínské hrobky, poděkovala ostrovským občanům za projevy soustrasti a pak natrvalo odjela na zámek Orth k Traunskému jezeru. Odtamtud nadále řídila styky a události své početné rodiny prostřednstvím bohaté korespopndence.
Zemřela 7. listopadu 1898 v rodinném zámku Orth v Gmundenu.

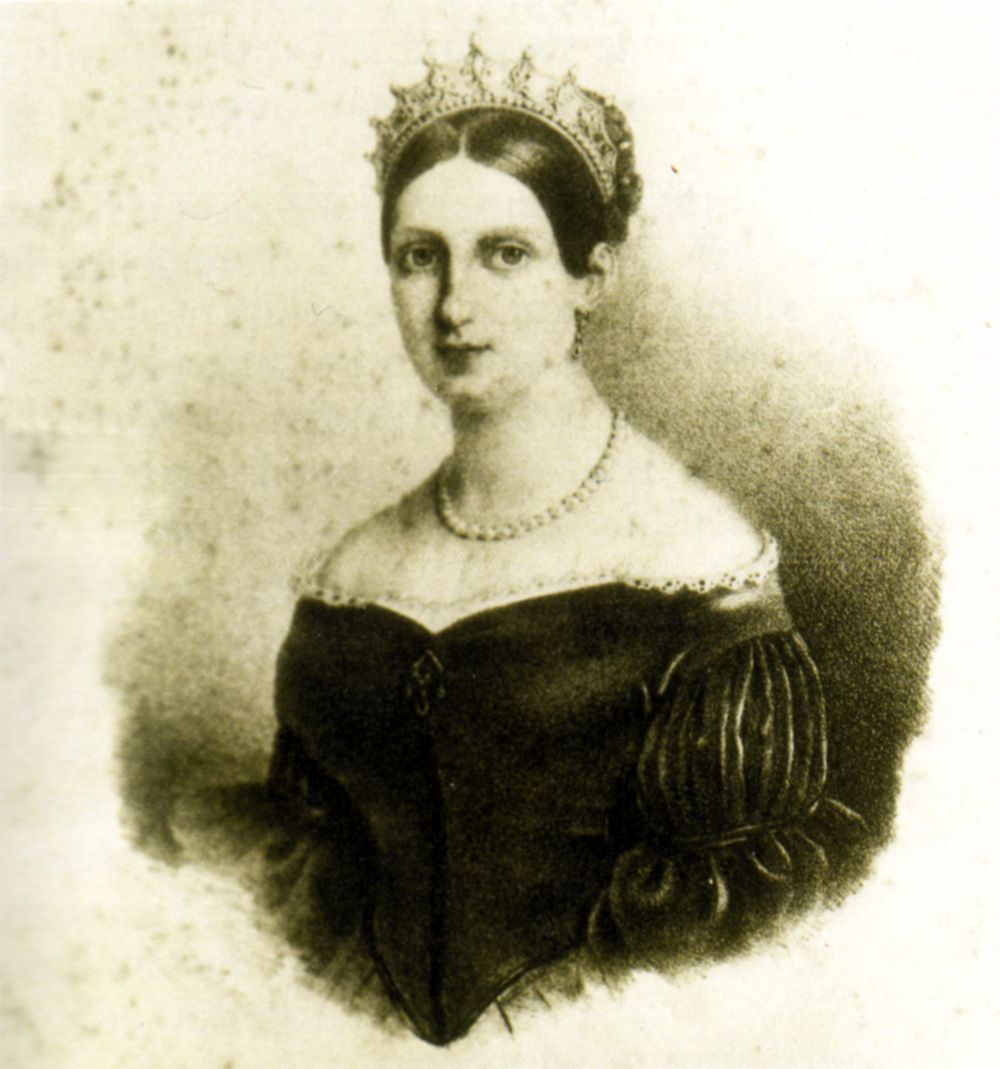
Marie Antonie ve věku nevěsty

## Tituly a oslovení
- 19. prosince 1814 – 12. prosince 1816: Její královská Výsost princezna Marie Antonie Neapolsko-Sicilská
- 12. prosince 1816 – 7. června 1833: Její královská Výsost princezna Marie Antonie Bourbonsko-Sicilská
- 7. června 1833 – 21. července 1859: Její císařská a královská Výsost velkovévodkyně toskánská, arcivévodkyně rakouská, princezna uherská a česká
- 21. července 1859 – 7. listopadu 1898: Její císařská a královská Výsost velkovévodkyně vdova toskánská, arcivévodkyně rakouská, princezna uherská a česká

## Vývod z předků
|                        |                                     |  |                    |                                             |  |  |  |  |  |  |  | Filip V. Španělský |
|                        |                                     |  |                    |                                             |  |  |  |  |  |  |  |                    |
|                        | Karel III. Španělský                |  |                    |                                             |  |  |  |  |  |  |  |                    |
|                        |                                     |  |                    |                                             |  |  |  |  |  |  |  |                    |
|                        |                                     |  |                    | Alžběta Parmská                             |  |  |  |  |  |  |  |                    |
|                        |                                     |  |                    |                                             |  |  |  |  |  |  |  |                    |
|                        | Ferdinand I. Neapolsko-Sicilský     |  |                    |                                             |  |  |  |  |  |  |  |                    |
|                        |                                     |  |                    |                                             |  |  |  |  |  |  |  |                    |
|                        |                                     |  |                    | August III. Polský                          |  |  |  |  |  |  |  |                    |
|                        |                                     |  |                    |                                             |  |  |  |  |  |  |  |                    |
|                        | Marie Amálie Saská                  |  |                    |                                             |  |  |  |  |  |  |  |                    |
|                        |                                     |  |                    |                                             |  |  |  |  |  |  |  |                    |
|                        |                                     |  |                    | Marie Josefa Habsburská                     |  |  |  |  |  |  |  |                    |
|                        |                                     |  |                    |                                             |  |  |  |  |  |  |  |                    |
|                        | František I. Neapolsko-Sicilský     |  |                    |                                             |  |  |  |  |  |  |  |                    |
|                        |                                     |  |                    |                                             |  |  |  |  |  |  |  |                    |
|                        |                                     |  |                    | Leopold Josef Lotrinský                     |  |  |  |  |  |  |  |                    |
|                        |                                     |  |                    |                                             |  |  |  |  |  |  |  |                    |
|                        | František I. Štěpán Lotrinský       |  |                    |                                             |  |  |  |  |  |  |  |                    |
|                        |                                     |  |                    |                                             |  |  |  |  |  |  |  |                    |
|                        |                                     |  |                    | Alžběta Charlotta Orléanská                 |  |  |  |  |  |  |  |                    |
|                        |                                     |  |                    |                                             |  |  |  |  |  |  |  |                    |
|                        | Marie Karolína Habsbursko-Lotrinská |  |                    |                                             |  |  |  |  |  |  |  |                    |
|                        |                                     |  |                    |                                             |  |  |  |  |  |  |  |                    |
|                        |                                     |  |                    | Karel VI.                                   |  |  |  |  |  |  |  |                    |
|                        |                                     |  |                    |                                             |  |  |  |  |  |  |  |                    |
|                        | Marie Terezie                       |  |                    |                                             |  |  |  |  |  |  |  |                    |
|                        |                                     |  |                    |                                             |  |  |  |  |  |  |  |                    |
|                        |                                     |  |                    | Alžběta Kristýna Brunšvicko-Wolfenbüttelská |  |  |  |  |  |  |  |                    |
|                        |                                     |  |                    |                                             |  |  |  |  |  |  |  |                    |
| Marie Antonie Sicilská |                                     |  |                    |                                             |  |  |  |  |  |  |  |                    |
|                        |                                     |  |                    |                                             |  |  |  |  |  |  |  |                    |
|                        |                                     |  | Filip V. Španělský |                                             |  |  |  |  |  |  |  |                    |
|                        |                                     |  |                    |                                             |  |  |  |  |  |  |  |                    |
|                        | Karel III. Španělský                |  |                    |                                             |  |  |  |  |  |  |  |                    |
|                        |                                     |  |                    |                                             |  |  |  |  |  |  |  |                    |
|                        |                                     |  |                    | Alžběta Parmská                             |  |  |  |  |  |  |  |                    |
|                        |                                     |  |                    |                                             |  |  |  |  |  |  |  |                    |
|                        | Karel IV. Španělský                 |  |                    |                                             |  |  |  |  |  |  |  |                    |
|                        |                                     |  |                    |                                             |  |  |  |  |  |  |  |                    |
|                        |                                     |  |                    | August III. Polský                          |  |  |  |  |  |  |  |                    |
|                        |                                     |  |                    |                                             |  |  |  |  |  |  |  |                    |
|                        | Marie Amálie Saská                  |  |                    |                                             |  |  |  |  |  |  |  |                    |
|                        |                                     |  |                    |                                             |  |  |  |  |  |  |  |                    |
|                        |                                     |  |                    | Marie Josefa Habsburská                     |  |  |  |  |  |  |  |                    |
|                        |                                     |  |                    |                                             |  |  |  |  |  |  |  |                    |
|                        | Marie Isabela Španělská             |  |                    |                                             |  |  |  |  |  |  |  |                    |
|                        |                                     |  |                    |                                             |  |  |  |  |  |  |  |                    |
|                        |                                     |  |                    | Filip V. Španělský                          |  |  |  |  |  |  |  |                    |
|                        |                                     |  |                    |                                             |  |  |  |  |  |  |  |                    |
|                        | Filip Parmský                       |  |                    |                                             |  |  |  |  |  |  |  |                    |
|                        |                                     |  |                    |                                             |  |  |  |  |  |  |  |                    |
|                        |                                     |  |                    | Alžběta Parmská                             |  |  |  |  |  |  |  |                    |
|                        |                                     |  |                    |                                             |  |  |  |  |  |  |  |                    |
|                        | Marie Luisa Parmská                 |  |                    |                                             |  |  |  |  |  |  |  |                    |
|                        |                                     |  |                    |                                             |  |  |  |  |  |  |  |                    |
|                        |                                     |  |                    | Ludvík XV.                                  |  |  |  |  |  |  |  |                    |
|                        |                                     |  |                    |                                             |  |  |  |  |  |  |  |                    |
|                        | Luisa Alžběta Francouzská           |  |                    |                                             |  |  |  |  |  |  |  |                    |
|                        |                                     |  |                    |                                             |  |  |  |  |  |  |  |                    |
|                        |                                     |  |                    | Marie Leszczyńská                           |  |  |  |  |  |  |  |                    |
|                        |                                     |  |                    |                                             |  |  |  |  |  |  |  |                    |

## Pozůstalost
Její osobní předměty, portréty, šperky a fotografie se dostaly s inventářem rodinné sbírky po smrti jejího syna Ludvíka Salvátora ze zámku v Brandýse nad Labem do sbírek Národního muzea v Praze